# Pető Ferenc
Pető Ferenc (Szeged, 1912. január 23. – Houston, 2008.) író, filozófus.

## Élete és munkássága
Pető Ferenc adófőtiszt és Veszelovszky Terézia Katalin fia. Középiskolai tanulmányait a piaristáknál végezte, utána magyar, német, francia szakos tanári diplomát, majd bölcsészdoktorátust szerzett a szegedi Ferenc József Tudományegyetemen. Szakmájában nem tudott elhelyezkedni, zöldséget, gyümölcsöt és tojást árusított. Másfél év múlva Franciaországba utazott, és Párizsban filozófiai tanulmányokat folytatott. 
A második világháború kitörésekor beállt a francia hadseregbe. A vereség után hazatért Magyarországra, és a marosvásárhelyi hadapródiskolában vállalt munkát. Németellenes érzelmei miatt haditörvényszék elé akarták állítani, ekkor a frontra kérte magát. Egy erdélyi önkéntesekből álló zászlóalj parancsnoka lett. A hadi helyzet alakulása miatt hamarosan Franciaországba menekült, 1944 őszén már ott tanított egy iskolában. A német vereség után hazatért, Hódmezővásárhelyen kapott állást a gimnáziumban. A Kisgazdapártban kezdett politizálni, majd Sulyok Dezső Magyar Szabadság Pártjának szegedi szervezője lett.
1948-ban újra emigrált és az Egyesült Államokban telepedett le. Először gyári munkát végzett, majd 1956-tól középiskolai tanár lett. 1959-ben írta meg A kozmikus út című könyvét, amely több kiadást megért. A kötet megjelenése után elhagyta a középiskolát, és egyetemi oktató lett.
A rendszerváltás után hazajött, és az MDF-hez csatlakozott, akiknek vezetői közül néhányat (Csurka Istvánt, Csoóri Sándort, Für Lajost, Szabó Ivánt valamint Sütő Andrást és Duray Miklóst) már Houstonban vendégül látott. 
Filozófiai munkássága során megalkotta a szofokrácia fogalmát, amelynek szerinte a fasizmus, a kommunizmus és a demokrácia után az „új társadalmi és életszisztémának” kellene lennie.
2008-ban, Houstonban hunyt el. A szegedi alsóvárosi temetőben helyezték végső nyugalomra.

## Művei
- A Kozmikus Út (The Cosmic Way Society, Houston, 122 oldal)[2]
- Szofokrácia (A Kozmikus Út Társaság, Szeged, 1999, 22 oldal)[3]

## Emlékezete
A család Pető Ferenc halála után Kalmár Márton szobrásszal elkészíttette a filozófus mellszobrát, amit Szegeden kívántak elhelyeztetni, de erre sokáig nem kaptak engedélyt. Végül 2012-ben Lezsák Sándor avatta fel a szobrot a Dóm téren, a Nemzeti Emlékhely szobrai sorában.